# Bellville Velodrome
Das Bellville Velodrome ist eine Radrennbahn im südafrikanischen Kapstadt und ist nach dem Stadtteil Bellville benannt.
Das Bellville Velodrome wurde 1991 erbaut. Die Radrennbahn ist 250 Meter lang und der Unterbau aus Beton mit Holz bedeckt. Die Kurvenüberhöhung beträgt 43 Grad.
2002 fand hier ein Lauf des Bahnrad-Weltcups statt, 1997 und 2008 die UCI-Bahn-Weltmeisterschaften der Junioren. 2007 wurden im Bellville Velodrome die Bahnwettbewerbe der UCI-B-Weltmeisterschaften ausgetragen.
Ursprünglich war die Radrennbahn offen, 1997 erhielt sie ein Dach; seitdem wird die Halle auch für Konzerte genutzt. Die Zuschauerkapazität wurde von 2000 auf 6000 erhöht. Es ist eine von acht Radrennbahnen in Südafrika.
Seit 2010 gibt es Pläne, das Velodrome, das sich in schlechtem Zustand befindet, abzureißen und das Gelände mit einem Einkaufs-, Büro- und Hotelkomplex zu bebauen. 2019 wurde dazu eine Genehmigungsverfahren mit Bürgerbeteiligung eingeleitet.